# Bair (Kroatië)
Bair is een plaats in de gemeente Novska in de Kroatische provincie Sisak-Moslavina. De plaats telt 19 inwoners (2001).